# Багамские Острова на летних Олимпийских играх 1976
Багамские Острова принимали участие в Летних Олимпийских играх 1976 года в Монреале (Канада) в седьмой раз за свою историю, но не завоевали ни одной медали. Сборную страны представляло 11 спортсменов, в том числе 10 мужчин и одна женщина, они соревновались в 3 видах спорта:
- лёгкая атлетика
- парусный спорт
- плавание.

Самой молодой участницей сборной была 18-летняя легкоатлетка Шонель Фергюсон, самым старшим участником был 29-летний спринтер Уолтер Калландер.

## Результаты
Лучшим результатом багамской сборной стало 11 место Флетчера Льюиса в прыжках в длину.

### Плавание
Олимпийский бассейн был построен по проекту архитектора Роже Тайибера в монреальском Олимпийском парке специально к Играм 1976 года. Бассейн рассчитан на 3012 зрителей, но для олимпийских соревнований были установлены дополнительно 6988 временных сидений, что позволило наблюдать за состязаниями по плаванию, водному поло и прыжкам в воду сразу 10 тысячам зрителей. Соревнования по плаванию проходили там с 18 по 25 июля.
Мужчины
| Спортсмен  | Соревнование         | Отборочный | Отборочный | Полуфинал     | Полуфинал     | Финал         | Финал         |
| Спортсмен  | Соревнование         | Время      | Место      | Время         | Место         | Время         | Место         |
| ---------- | -------------------- | ---------- | ---------- | ------------- | ------------- | ------------- | ------------- |
| Энди Ноулз | 200 м вольным стилем | 2:00.18    | 42         | не участвовал | не участвовал | не участвовал | не участвовал |
| Энди Ноулз | 400 м вольным стилем | 4:10.78    | 36         | не участвовал | не участвовал | не участвовал | не участвовал |
| Брюс Ноулз | 100 м брассом        | 1:11.65    | 30         | не участвовал | не участвовал | не участвовал | не участвовал |

### Лёгкая атлетика
Мужчины
| Спортсмен     | Соревнование   | Квалификация | Квалификация | Финал         | Финал         |
| Спортсмен     | Соревнование   | Длина        | Место        | Длина         | Место         |
| ------------- | -------------- | ------------ | ------------ | ------------- | ------------- |
| Флетчер Льюис | Прыжки в длину | 7.73         | 12 q         | 7.61          | 11            |
| Фил Робинс    | Тройной прыжок | NM           | NM           | не участвовал | не участвовал |

Женщины
| Шонель Фергюсон | Бег на 100 м | 12.26 | 28 | не вышла в финал | не вышла в финал | не вышла в финал | не вышла в финал | не вышла в финал | не вышла в финал |

### Парусный спорт
Соревнования по парусному спорту проводились на акватории озера Онтарио около города Кингстон. Только на эти Игры «Темпест» заменил класс «Звёздный», что не позволило участвовать багамским яхтсменам (например, Дарварду Ноулзу), традиционно выступающим в этом классе.
| Спортсмен     | Класс                    | Гонка (регата) | Гонка (регата) | Гонка (регата) | Гонка (регата) | Гонка (регата) | Гонка (регата) | Гонка (регата) | Очки  | Место в итоге |
| Спортсмен     | Класс                    | 1              | 2              | 3              | 4              | 5              | 6              | 7              | Очки  | Место в итоге |
| ------------- | ------------------------ | -------------- | -------------- | -------------- | -------------- | -------------- | -------------- | -------------- | ----- | ------------- |
| Майкл Расселл | «Финн» швертбот-одиночка | 27             | 21             | 18             | 18             | 23             | не финишировал | 22             | 165.0 | 25            |